# Sérgio Machado
Sérgio Machado (Salvador, 19 de setembre de 1968) és un cineasta brasiler. El seu primer llargmetratge de ficció, Cidade Baixa, fou seleccionat a la mostra Un Certain Regard del 58è Festival Internacional de Cinema de Canes de 2005.

## Filmografia
| Any  | Nom                        | Funció                                                |
| ---- | -------------------------- | ----------------------------------------------------- |
| 2025 | Maria e o Cangaço          | Creador, guionista i director                         |
| 2024 | Arca de Noé                | Director                                              |
| 2023 | O Rio do Desejo            | Director e guionista                                  |
| 2019 | Irmãos Freitas             | Director                                              |
| 2016 | A Luta do Século           | Director                                              |
| 2015 | Tudo Que Aprendemos Juntos | Director                                              |
| 2012 | A Coleção Invisível        | guionista                                             |
| 2010 | Quincas Berro D'Água       | Director                                              |
| 2009 | O Príncipe Encantado       | Codirector                                            |
| 2008 | Alice                      | Codirector                                            |
| 2005 | Cidade Baixa               | Director                                              |
| 2002 | Pastores da Noite          | Codirector                                            |
| 2002 | Onde a Terra Acaba         | Director                                              |
| 2002 | Madame Satã                | guionista                                             |
| 2001 | Abril Despedaçado          | guionista, director de càsting, assistente de direção |
| 2001 | 3 Histórias da Bahia       | Codirector                                            |
| 1998 | O Primeiro Dia             | Director de càsting, assistent de direcció            |
| 1998 | Estació Central de Brasil  | Director de càsting, assistent de direcció            |